# Ликвор
Ликвор (цереброспинална течност, мождано-мождинска течност) је бистра течност која испуњава субарахноидни простор мозга и кичмене мождине, мождане коморе и цистерне. Ликвор окружује мозак и кичмену мождину са свих страна у виду ”јастука” и пружа им заштиту у њиховом коштаном оклопу. Субараходидални простор је простор између паучинасте (средње) (лат. Arachnoidea) мождане опне и мекане (унутрашње) мождане опне (лат. Pia matter).

## Особине
Ликвор је бистра течности приближно исте густине као мозак, тако да мозак ”лебди њој”. Укупна запремина ликвора је око 150 милилитара. Дневно се створи око 500 милилитра, што је око 3-4 пута више од запремине целокупног ликвора. Ликвор се непрестано производи, али и расорбује.
Осмотски притисак ликвора је приближно једнак осмотском притиску крви (око 300 милиосмола). Концентрација јона натријума је такође приближно иста као у крвној плазми, док је концентрација хлоридних јона за око 15% већа него у крви. Концентрација калијума је за око 40%, а глукозе за око 30% мања него у крвној плазми.
Ликвор садржи врло мало ћелија. Нормалан број је до 4 ћелије у милилитру ликвора (углавном моноцита и лимфоцита). У случају запаљења можданих опни-менингитиса је број ћелија повећан (поготово код бактеријског менингитиса више стотина и хиљаде пута), такође повећана је и концентрација протеина у ликвору која нормално износи 0,15-0,45 грама по литру.
Нормалан притисак ликвора је око 10 mm Hg.

## Стварање и пут ликвора

### Стварање
Ликвор настаје у хороидном плексусу (лат. Plexus chorideus) можданих комора. То је структура полипоидног облика богата крвним судовима, који су прекривени танким слојем епителних ћелија. Хороидни плексуси се налазе у слепоочном рогу бочних можданих комора, задњем делу треће мождане коморе и на крову четврте мождане коморе. Кроз ове епителне ћелије се активно секретују натријумови јони. Јони натријума пошто су позитивно наелектрисани повлаче за собом негативне јоне хлора. Ова два јона својим преласком у субарахноидни простор доводе до повећања осмоларитета што узрокује осмозу воде кроз овај ћелијски слој, тако да настаје ликвор. Другим транспортним процесима се транспортују мање количине глукозе, док се бикарбонати и калијум реапсорбују из ликвора у крв.

### Пут ликвора
Највећим делом ликвор настаје у бочним коморама мозга и одатле пролази кроз међукоморске, Монроове отворе најпре у трећу мождану комору, из ње пролази кроз Силвијев акведукт до четврте мождане коморе. Из отвора на овој комори: Мажандијев и Лушкин отвор долази у субарахноидни простор и цистерне мозга. Субарахноидни простор се налази између паучинасте и мекане (унутрашње) мождане опне. Овај простор испуњен је ликвором и кроз њега пролазе крвни судови мозга.

### Апсорпција ликвора
Апсорпција ликвора врши се кроз арахноидалне ресице. То су прстолики изданци паучинасте опне (арахноидеа) које су повезане са венским синусима, посебно са горњим сагиталним синусом (лат. Sinus sagitalis superior), тако да се ликвор из субарахноидалног простора апсорбује у венски систем. Ове ресице су распоређене у групама које се зову арахноидалне гранулације. Како се ликвор непрестано производи његов притисак се регулише путем апсорпције преко арахноидалних ресица. Код неких болести нпр. крварења у субарахниодални простор, менингитис, тумори се ове ресице запуше па је апсорпција ликвора отежана. Тада се јавља стање хидроцефалус. Ликвор тада због повећаног притиска потискује мозак, а како се мозак налази у чврстој лобањи, где је врло мало слободног места, може доћи и до компресије неких важних центара у мозгу што може изазвати тешке последице: мучнину, повраћање, главобољу, губитак свести, поремећај моторике, дисања, рада срца...
Притисак и састав ликвора могу се мерити лумбалном пункцијом.

## Функција
ЦСТ служи неколико сврха:
- Узгона: Стварна маса људског мозга је око 1400–1500 грама; међутим, нето тежина мозга суспендованог у ЦСТ је еквивалентна маси од 25-50 грама. Мозак стога постоји у неутралном узгону, што омогућава мозгу да одржи своју густину без оштећења сопственом тежином, што би прекинуло снабдевање крвљу и убило неуроне у доњим деловима без ЦСТ.
- Заштита: ЦСТ штити мождано ткиво од повреда када се удари, обезбеђујући течни пуфер који делује као амортизер од неких облика механичких повреда.
- Превенција исхемије мозга: Превенцији исхемије мозга помаже смањење количине ЦСТ у ограниченом простору унутар лобање. Ово смањује укупни интракранијални притисак и олакшава перфузију крви.
- Хомеостаза: ЦСТ омогућава регулацију дистрибуције супстанци између ћелија мозга, и неуроендокриних фактора, код којих мале промене могу изазвати проблеме или оштећење нервног система. На пример, висока концентрација глицина ремети контролу температуре и крвног притиска, а висок pH ЦСТ изазива вртоглавицу и синкопу.
- Чишћење отпада: ЦСТ омогућава уклањање отпадних продуката из мозга, и критичан је у лимфном систему мозга, који се назива глимфатички систем. Метаболички отпадни производи брзо дифундују у ЦСТ и уклањају се у крвоток како се ЦСТ апсорбује. Када ово крене по злу, ЦСТ може бити токсична, као што је амиотрофична латерална склероза, најчешћи облик болести моторних неурона.